# Dytiscinae

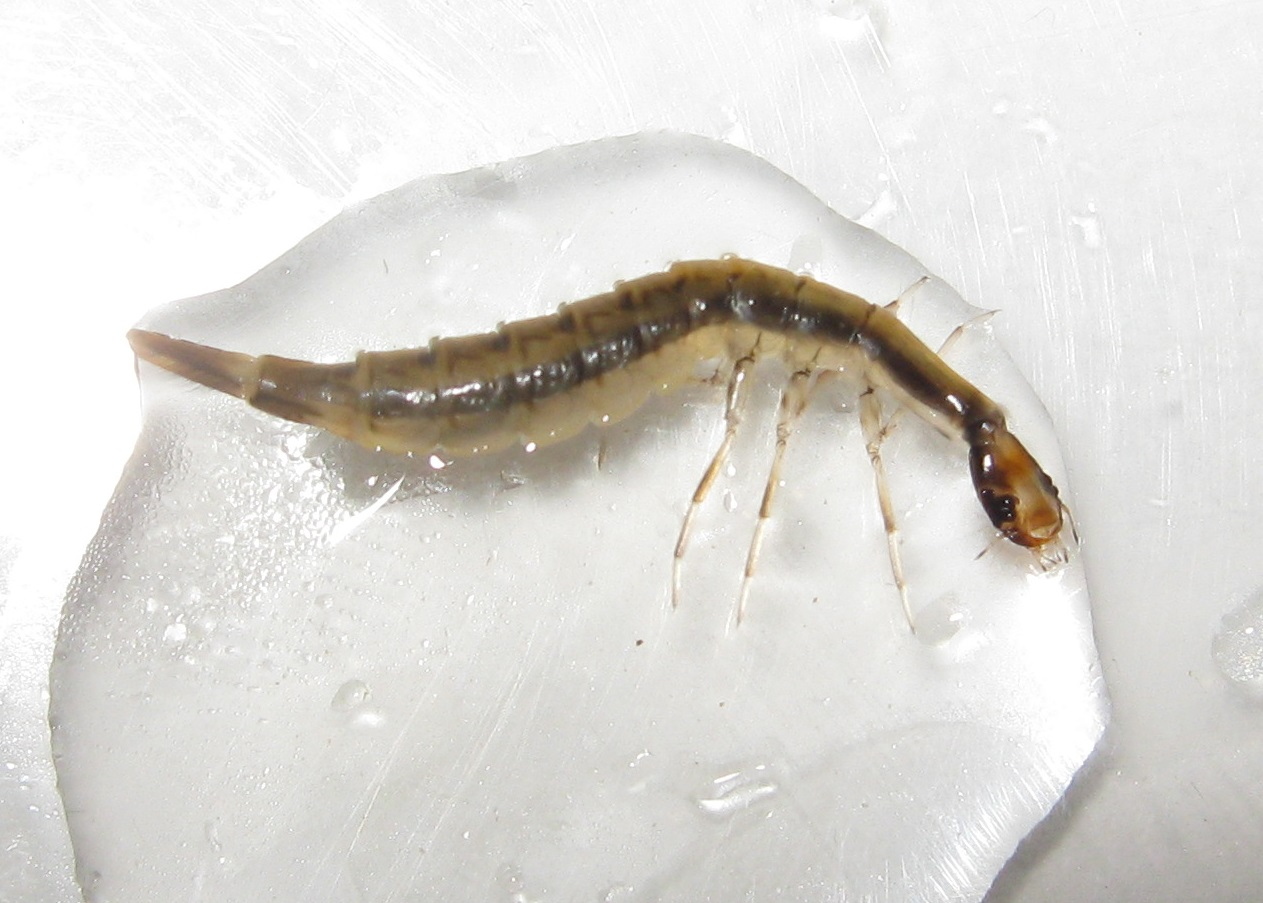
Larva de Aciliini

Los ditiscinos (Dytiscinae) son una subfamilia de coleópteros adéfagos  perteneciente a la familia Dytiscidae. Cuenta con 380 especies en 20 géneros.

## Tribus
- Aciliini
- Aubehydrini -
- Cybistrini -
- Dytiscini -
- Eretini -
- Hydaticini -
- Hyderodini[5]

## Géneros
- Acilius Leach, 1817
- Aethionectes Sharp, 1882
- Austrodytes Watts, 1978
- Cybister Curtis, 1827
- Dytiscus Linnaeus, 1758
- Eretes Laporte, 1833
- Graphoderus Dejean, 1833
- Hydaticus Leach, 1817
- Hyderodes Hope, 1838
- Megadytes Sharp, 1882
- Notaticus Zimmermann, 1928
- Onychohydrus Schaum and White, 1847
- Regimbartina Chatanay, 1911
- Rhantaticus Sharp, 1880
- Sandracottus Sharp, 1882
- Spencerhydrus Sharp, 1882
- Sternhydrus Brinck, 1945
- Thermonectus Dejean, 1833
- Tikoloshanes Omer-Cooper, 1956